# Unione Sportiva Vibonese Calcio 2008-2009
Questa voce raccoglie le informazioni riguardanti dell'Unione Sportiva Vibonese Calcio nelle competizioni ufficiali della stagione 2008-2009.

## Rosa
| N. |                      | Ruolo | Calciatore             |
| -- | -------------------- | ----- | ---------------------- |
|    | Italia (bandiera)    | P     | Luigi Amabile          |
|    | Argentina (bandiera) | P     | Mauricio José Bastiera |
|    | Italia (bandiera)    | C     | Giacomo Beltrano       |
|    | Marocco (bandiera)   | A     | El Mehdi Benelmir      |
|    | Italia (bandiera)    | D     | Stefano Bianciardi     |
|    | Romania (bandiera)   | D     | Adrian Bica Badan      |
|    | Italia (bandiera)    | D     | Michele Boemia         |
|    | Italia (bandiera)    | A     | Giuseppe Condemi       |
|    | Italia (bandiera)    | A     | Antonino Di Franco     |
|    | Italia (bandiera)    | C     | Gaetano Di Mauro       |
|    | Italia (bandiera)    | D     | Filippo Di Stani       |
|    | Italia (bandiera)    | C     | Giuliano Falco         |
|    | Algeria (bandiera)   | A     | Ouadir Faycal          |
|    | Italia (bandiera)    | D     | Valerio Genesio        |
|    | Italia (bandiera)    | A     | Pasquale Iadaresta     |
|    | Sri Lanka (bandiera) | C     | Panushanth Kulenthiran |

| N. |                    | Ruolo | Calciatore            |
| -- | ------------------ | ----- | --------------------- |
|    | Brasile (bandiera) | C     | Joao Paolo            |
|    | Italia (bandiera)  | A     | Mattia Mastrolilli    |
|    | Italia (bandiera)  | C     | Emiliano Melis        |
|    | Italia (bandiera)  | C     | Francesco Napoli      |
|    | Italia (bandiera)  | D     | Antonio Orefice       |
|    | Italia (bandiera)  | C     | Francesco Pirrone     |
|    | Italia (bandiera)  | D     | Lorenzo Poli          |
|    | Italia (bandiera)  | C     | Giuseppe Polito       |
|    | Italia (bandiera)  | D     | Alessandro Ranellucci |
|    | Italia (bandiera)  | C     | Giovanni Ruscio       |
|    | Italia (bandiera)  | C     | Pietro Santocito      |
|    | Italia (bandiera)  | A     | Andrea Saturno        |
|    | Italia (bandiera)  | D     | Filippo Scozzese      |
|    | Italia (bandiera)  | C     | Vincenzo Sgambato     |
|    | Francia (bandiera) | A     | Vincent Taua          |
|    | Italia (bandiera)  | A     | Alessandro Villani    |